# Cespedesia spathulata
Cespedesia spathulata là một loài thực vật có hoa trong họ Ochnaceae. Loài này được (Ruiz & Pav.) Planch. mô tả khoa học đầu tiên năm 1846.

## Hình ảnh

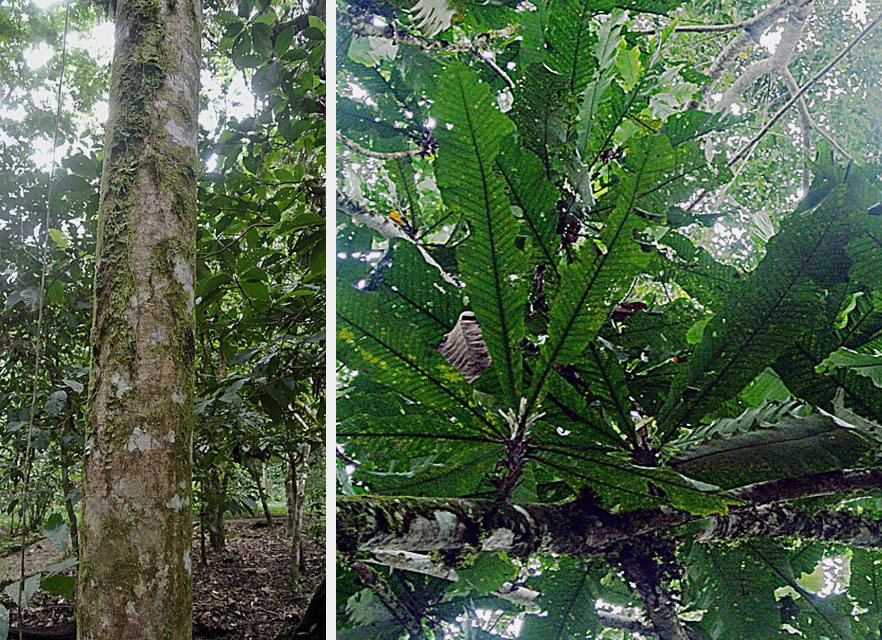